# Universität Jaén
Die Universität Jaén (spanisch Universidad de Jaén) ist eine spanische Universität in Jaén im Südosten Spaniens. Die Gründung erfolgte 1993; bis dahin gehörte sie der Universität Granada an.